# Aristonectidae
Ne doit pas être confondu avec Aristonectinae.
Famille
Les Aristonectidae forment une famille fossile de Plesiosauroidea semblables aux Elasmosauridae. 
Elle est considérée par certains chercheurs comme une sous-famille de celle-ci.

## Classification
La famille des Aristonectidae est décrite en 2009 par les paléontologues O'Keefe et Street,. 

### Tatenectes laramiensis
En 2011, O'Keefe et al. recombine Cimoliasaurus laramiensis en Tatenectes laramiensis, déclare Aristonectidae dans le clade Cryptoclidia, lui-même dans l'ordre des Plesiosauria,.

## Liste de genres
- Futabasaurus Sato et al., 2006
- Kaiwhekea Cruickshank et Fordyce, 2002
- ? Kimmerosaurus Brown, 1981
- ? Tatenectes O'Keefe et Wahl, Jr., 2003
- Tuarangisaurus Wiffen and Moisley, 1986

Selon Paleobiology Database en 2024, ces six genres sont classés dans les deux familles Elasmosauridae et Cryptoclididae, et la famille des Aristonectidae n'aurait pas de genres affectés.

### Publication originale
- [2009] (en) F. R. O'Keefe et H. P. Street, « Osteology of the cryptocleidoid plesiosaur Tatenectes laramiensis, with comments on the taxonomic status of the Cimoliasauridae », Journal of Vertebrate Paleontology, vol. 29, no 1,‎ 2009, p. 48-57.